# Idrac e Hrespalhers
Idrac e Hrespalhers (en francès Idrac-Respaillès) és un municipi francès situat al departament del Gers i a la regió d'Occitània.

## Demografia
| 1962                                       | 1968 | 1975 | 1982 | 1990 | 1999 | 2006 |
| ------------------------------------------ | ---- | ---- | ---- | ---- | ---- | ---- |
| 227                                        | 195  | 182  | 188  | 186  | 201  | 206  |
| Des de 1962: població sense dobles comptes |      |      |      |      |      |      |

## Administració
| Període   | Identitat        | Partit |
| --------- | ---------------- | ------ |
| 2001-2006 | André Lafforgue  |        |
| 2006-     | Nicole Laberenne |        |